# Montes Claros de Goiás
Montes Claros de Goiás é um município brasileiro do interior do estado de Goiás, Região Centro-Oeste do país. Sua população em 2022 segundo o IBGE era de 8.756 habitantes um aumento de 9,66% em comparação do Censo de 2010.
O município teve como primeiro nome Salobinha, quando ainda era um povoado, em referencia ao nome da antiga fazenda que se localizava, oficializado pela Lei Municipal n.º 244, de 30-01-1958 que criou o distrito e anexado ao município de Goiás. Pela Lei Estadual n.º 2.390 de 17-12-1958 são desmembrados do município de Goiás os distritos de Diorama, Registro do Araguai e Salobinha para formar o novo Município de Diorama, fazendo assim que Salobinha pertencesse a Diorama. Pela Lei Estadual nº 4.717, de 23 de outubro de 1963 a Assembleia Legislativa do Estado de Goiás decreta a criação do município de Montes Claros de Goiás e, que se constituí da área territorial do distrito de Salobinha. Essa nova denominação seria motivada pela existência de pequenas elevações e montes nas proximidade da zona urbana. Pela Lei Estadual n.º 7.472, de 02-12-1971 foi criado o Distrito de Lucilândia. Pela Lei Estadual n.º 8.088, de 14-05-1976 foi criado o distrito de Aparecida do Rio Claro. Na divisão territorial de 2011, o município de Montes Claros de Goiás é composto por 4 distritos: Registro do Araguaia, Aparecida do Rio Claro, Lucilândia e Ponte Alta do Araguaia, mantendo-se assim na divisão territorial de 2018.

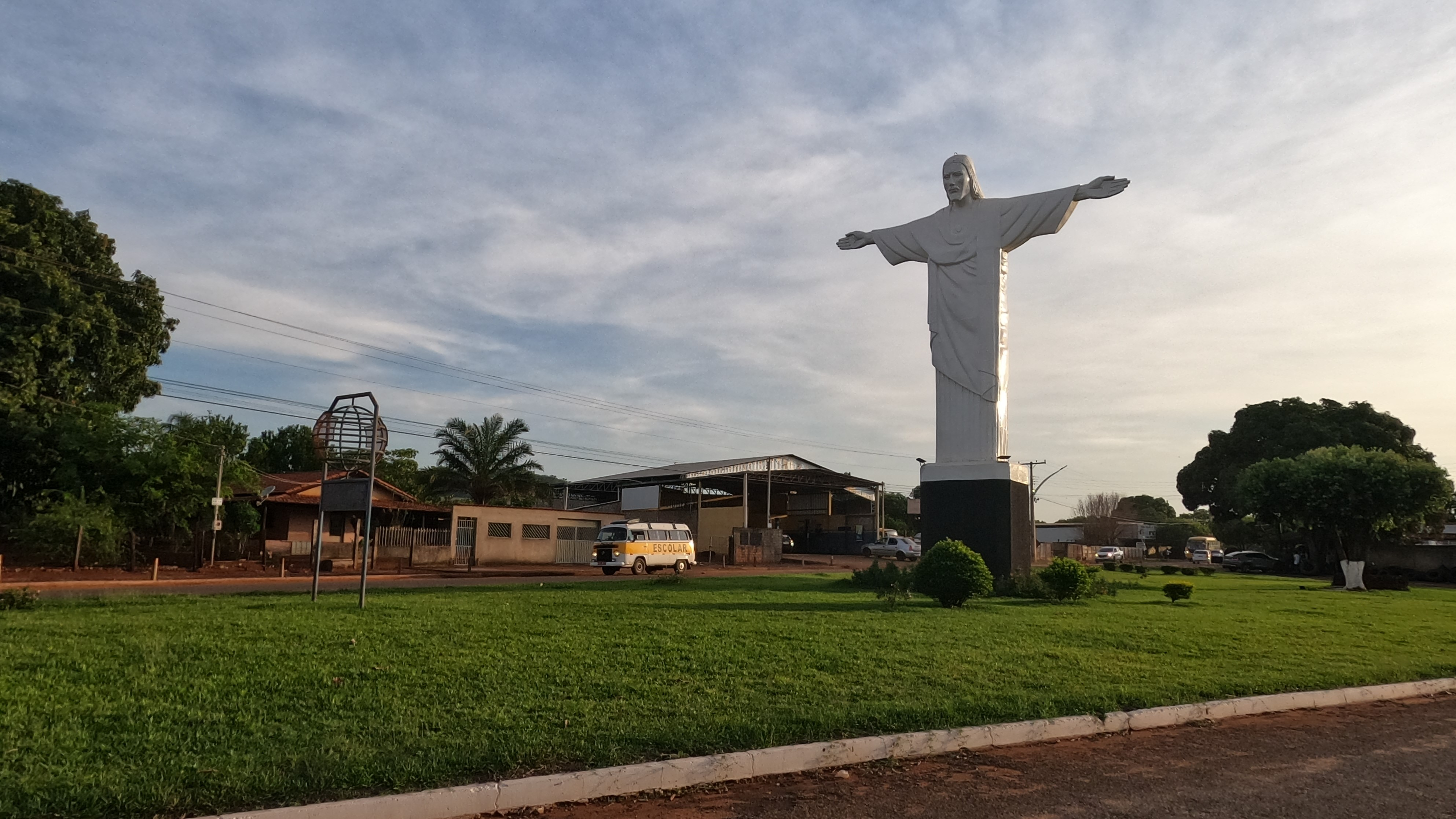
Entrada da cidade pela GO-174